# Sport in Israel
Der Sport in Israel ist sehr viel älter als der Staat selbst und eng mit der Geschichte der politischen Bewegungen innerhalb des Zionismus verknüpft. Denn die meisten israelischen Sportvereine, sowohl im Breiten- als auch im Profisport, gehören einem Verband an, der wiederum zumindest vom Ursprung her Unterorganisation einer politischen Bewegung ist.
Neben den Mannschaftssportarten Fußball und Basketball sind auch Tennis, Judo, Segeln und Leichtathletik populär.
Sportliche Großveranstaltungen wie das See-Genezareth-Schwimmen (bei dem der See Genezareth durchquert wird), der Tiberias-Marathon, der Triathlon Israman in Eilat oder der Jerusalem-Marsch ziehen viele Sportler und Zuschauer auch aus dem Ausland an.
Die Sportbehörde des Sport- und Kulturministeriums unterstützt die Entwicklung von Sportprogrammen, fördert die Ausbildung von Lehrern und Trainern am Wingate Institut für Sporterziehung und koordiniert die Aktivitäten verschiedener Sportverbände und -organisationen. Aus dem Erlös der staatlichen Lotterie werden ein großer Teil der sportlichen Aktivitäten und Sporteinrichtungen sowie die jährlichen Preise für hervorragende sportliche Leistungen finanziert.

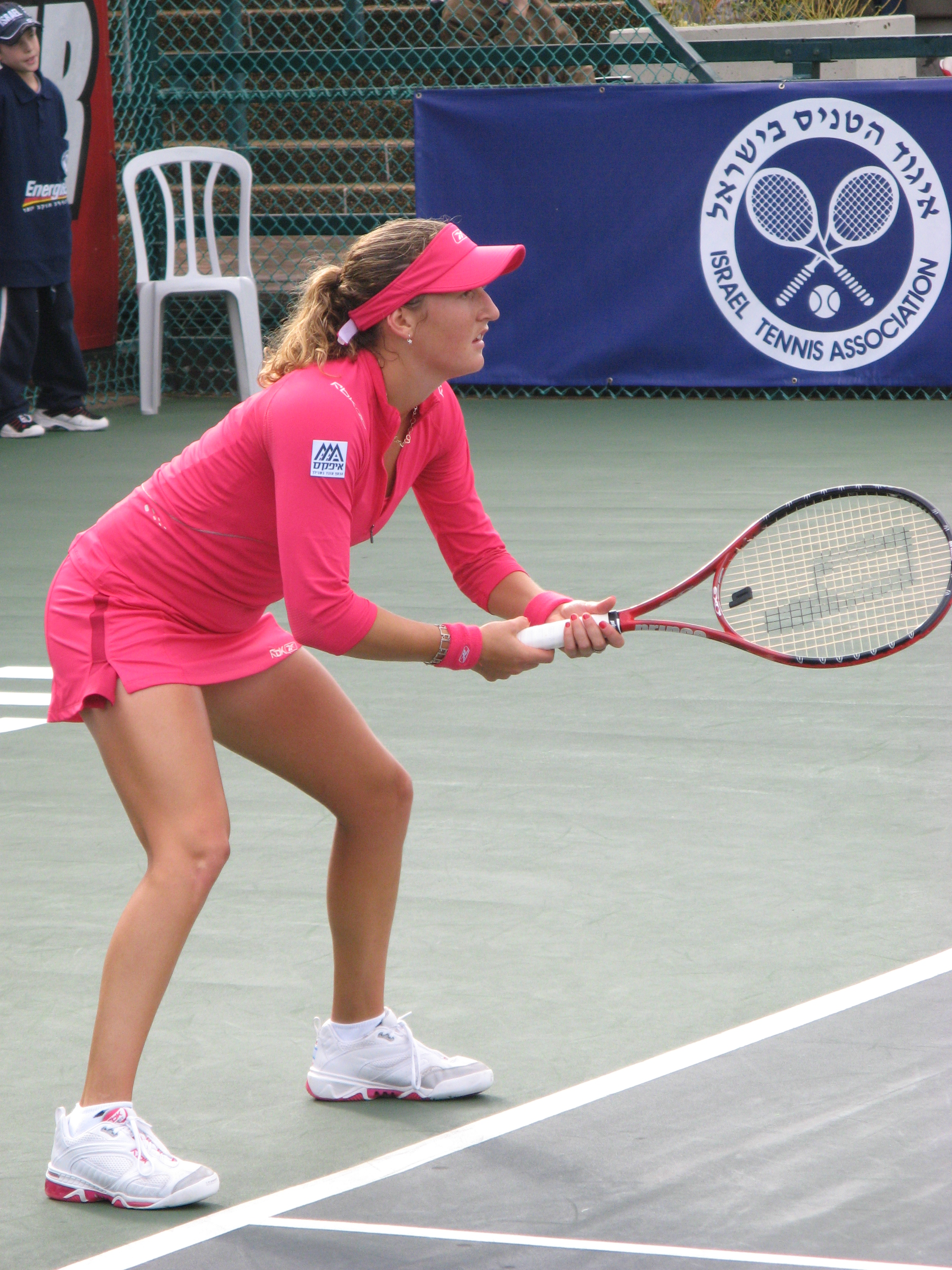
Shahar Peer, 2008

## Geschichte

### Anfänge
Der Beginn des Sportes in Israel liegt in der Ausbildung jüdischer Turn- und Sportvereine. Juden waren im 19. Jahrhundert zahlreich in den europäischen Turnvereinen vertreten. Die Errichtung jüdischer Vereine ist durch zwei Effekte begründet. Einerseits wurden Juden aufgrund des wachsenden Antisemitismus aus nationalen Turnvereinen gedrängt. Ein drastisches Beispiel dafür ist Österreich; dort wurden im Jahr 1901 die Juden aus den Turnvereinen ausgeschlossen. Andererseits motivierte der aufkommende Nationalismus einige Juden, sich jüdischen Vereinen anzuschließen.
1895 wurde in Konstantinopel der erste jüdische Turnverein gegründet, doch von diesem Verein ging keine Signalwirkung aus. Erst nach Max Nordaus Rede auf dem zweiten Zionistenkongress über das „Muskeljudentum“, in der er das körperliche Training der Juden forderte, wurde am 16. April 1898 in Groningen (Niederlande) die national-jüdische Joodsche Gymnastiek-en Athletiekvereeniging Attila Groningen und am 22. Oktober 1898 in Berlin der zionistische Turnverein Bar Kochba unter Leitung von Wilhelm Lewy gegründet. Deutschland und insbesondere Berlin spielten für die Bildung der zionistischen Turnvereine die zentrale Rolle. Hier wurde die zionistische Sportzeitung „Jüdische Turnzeitung“ (JTZ) verlegt und die leitenden Mitglieder hatten wichtigen Einfluss auf die Gründung anderer Vereine. Auch die ersten Turnvereine in Palästina sind unter tatkräftiger Hilfe von Elias Auerbach und Ernst Hermann, zwei ehemalige Berliner Bar-Kochba-Mitglieder, entstanden. Dem Makkabi-Weltverband und schließlich der Makkabia. Im Zuge dieses Vereins wurden in ganz Deutschland und im Ausland weitere Vereine gegründet.
An den Zionistenkongressen wurde der Wert turnerischer Übungen betont. Auf dem 6. Zionistenkongress 1903 hielt Max E. Mandelstamm eine Rede, in der er genauso wie zuvor Nordau die körperliche „Hebung“ der Juden forderte. Außerdem wurden turnerische Vorführungen veranstaltet und auf diesem 6. Kongress die „Jüdische Turnerschaft“, der Verband zionistischer Turnvereine gegründet. Aus diesem Verband wurde bei dem 21. Zionistischen Kongress in Karlsbad im Jahr 1921 der Makkabi-Weltverband gegründet. In den Sportvereinen sollte der jüdischen Jugend der Zionismus nahegebracht werden. Das körperliche Training wurde nicht als Selbstzweck betrachtet, sondern propagiert, um den „Volkskörper“ zu gesunden und um die Jugend an die körperliche Arbeit in Palästina zu gewöhnen. Die Makkabi-Bewegung arbeitete deswegen eng mit der zionistischen Jugendorganisation Hapoel Hazair und den Hachschara-Zentren (Ausbildungszentren zur Auswanderung nach Palästina) zusammen.
Die ersten jüdischen Sportvereine wurden 1906 gegründet: Die Vereine HaRishon LeZiyyon in Jaffa (heute Maccabi Tel Aviv) und Bar Giora in Jerusalem. Bereits 1908 fanden in Rehovot die Rehovot-Spiele statt, als der dortige Sportclub den aus Jaffa und andere Interessierte einlud. Die Spiele fanden bis zum Ausbruch des Ersten Weltkrieges 1914 jährlich, außer im Jahr 1911 insgesamt sechsmal statt. Misstrauisch beäugt wurden die sportlichen Aktivitäten der Juden von den Osmanischen Besatzern Palästinas.

### Britische Mandatszeit
Die Briten brachten eine sportliche Tradition und eine starke Begeisterung für Sport mit. Fußball, die beliebteste britische Sportart, wurde auch unter der jüdischen und arabischen Bevölkerung des Mandatgebietes beliebt.
Neben den Makkabi-Sportvereinen, die dem politischen Zionismus nahestanden, entstanden auch Arbeitersportvereine, die dem Gewerkschaftsbund Histadrut nahestanden und sich in dem 1924 gegründeten Dachverband „HaPoel“ zusammenschlossen. Ebenfalls 1924 gründete sich der Dachverband „Betar“, in dem sich revisionistische Sportvereine zusammenschlossen, und die religiösen Sportvereine schlossen sich im 1939 gegründeten Dachverband „Elitzur“ zusammen. Die jüdische Sportwelt war also ähnlich zersplittert wie das politische Leben der Juden. Diese Aufsplitterung sollte sich erst lange nach der Staatsgründung auflösen, ist aber bis heute in den Namen vieler Vereine erkennbar.
Der Fußballverband des damaligen britischen Mandatsgebiets Palästina, der spätere Israelische Fußballnationalverband, wurde bereits 1928 gegründet und trat ein Jahr später der FIFA bei. 1935 wurde das Nationale Olympische Komitee für das Mandatsgebiet Palästina gegründet, das sich nicht an den Olympischen Spielen 1936 beteiligte und dies ausdrücklich in der Korrespondenz mit dem Internationalen Olympischen Komitee nicht als Boykott verstanden wissen wollte, sondern man sei noch nicht in der Lage eine angemessene Mannschaft zu entsenden.
Bei Tel Aviv wurde zu der ersten Makkabiade das erste Sportstadion des Landes gebaut. Die Spiele wurden vom 28. März bis zum 31. März 1932 vor 20.000 Besuchern ausgetragen. Das Jahr 1932 ist ein symbolträchtiges Jahr, denn genau 1800 Jahre vorher, im Jahr 132 n. Chr. begann der Aufstand von Bar Kochba gegen die Römer. Drei Jahre später fand vom 2. bis 7. April 1935 die zweite Makkabiade mit 40.000 bis 50.000 Besuchern und 1350 Sportlern aus 28 Ländern statt. Die für 1938 geplante dritte Makkabiade wurde wegen des arabischen Aufstands nicht durchgeführt. Danach kam es aufgrund der nationalsozialistischen Schrecken, des Zweiten Weltkriegs und der Unabhängigkeit zu keiner weiteren Makkabiade.

### 20. Jahrhundert nach der Staatsgründung

Logo der Fußballasienmeisterschaft

Logo des Pokal der Meister von Asien

Logo der Paralympics

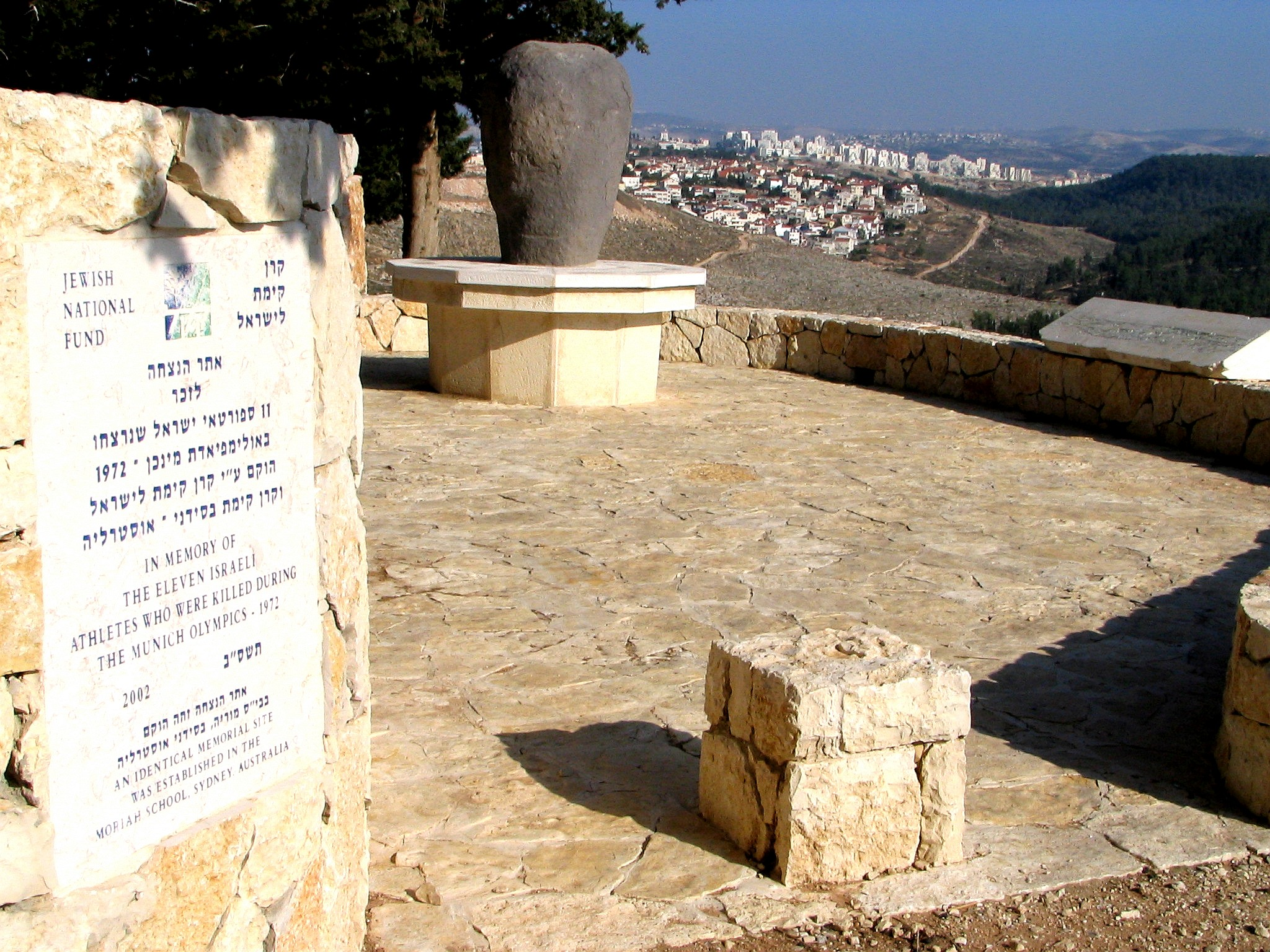
Gedenkstätte in Israel für die Todesopfer der Geiselnahme von München

- Erst 1950 wurde wieder eine Makkabiade ausgetragen. Die nächste folgte 1953. Danach werden analog den Olympischen Spielen die Spiele regelmäßig alle vier Jahre ausgetragen. Israel nahm 1952 bei den Olympischen Sommerspielen 1952 das erste Mal an einer Olympiade teil.
- 1956 und 1960 wurde die israelische Fußballnationalmannschaft der Männer jeweils Zweiter der Fußball-Asienmeisterschaft. Die 3. Fußball-Asienmeisterschaft fand vom 26. Mai bis zum 9. Juni 1964 in Israel statt. Es siegte der Gastgeber Israel. Bei der Fußball-Asienmeisterschaft 1968 im Iran konnte noch einmal der 3. Platz belegt werden.
- Die 16. Schacholympiade wurde vom 2. bis 25. November 1964 in Tel Aviv ausgetragen.
- 1967 gewann der Fußballverein Hapoel Tel Aviv sowie 1969 und 1971 Maccabi Tel Aviv den Pokal der Meister von Asien.
- 1968 fanden die 3. Sommer-Paralympics in Tel Aviv statt. Im Rollstuhlbasketballturnier besiegte im Endspiel Israel die USA mit 47:37 Punkten. Insgesamt belegte die israelische Mannschaft den dritten Platz im Medaillenspiegel. Dieser Erfolg konnte bei den Sommer-Paralympics 1976 in Toronto wiederholt werden.
- 1969 gewannen Zefania Carmel und Lydia Lazarov bei der Segelweltmeisterschaft in Sandhem, Schweden in der Bootsklasse 420er Jolle den ersten Weltmeistertitel für Israel.
- Am 23. Februar 1970 spielte mit Borussia Mönchengladbach der erste Bundesligist in Israel. Das Spiel in Tel Aviv vor über 20.000 Zuschauern gegen die israelische Nationalmannschaft gewann Mönchengladbach 6:0.[6]
- 1970 konnte sich bei der Fußball-Weltmeisterschaft 1970 Israel zum bisher einzigen Mal für eine Fußball-Weltmeisterschaft qualifizieren. Dort unterlag man in der Vorrunde Uruguay und Schweden nur knapp und konnte dem späteren Vizeweltmeister Italien ein 0:0 abtrotzen.
- 1972 traf die israelische Mannschaft während der Olympischen Sommerspiele in München ein tragisches Schicksal. Elf ihrer Teilnehmer wurden von Terroristen der PLO als Geiseln und ermordet.
- 1974 wurde Israel aus dem AFC ausgeschlossen. Die Aufnahme in die UEFA wurde aber von den Staaten des Ostblocks abgelehnt. Die israelische Nationalmannschaft musste in den folgenden Jahren bei der WM- und Olympiaqualifikation in der Gruppe für Ozeanien teilnehmen, konnte aber nicht an den dortigen kontinentalen Meisterschaften teilnehmen.
- Die 22. Schacholympiade wurde vom 26. Oktober bis 10. November 1976 in Haifa ausgetragen.
- 1976 wurde die Israel Badminton Association gegründet. Der Verband hat seinen Sitz in Tel Aviv. 1977 starteten die nationale Meisterschaft und die israelischen Mannschaftsmeisterschaften. Bereits im Jahr 1975 wurden die ersten Israel International ausgetragen, eine offene internationale Meisterschaft im Badminton. Sie werden seitdem mit mehreren längeren Unterbrechungen jährlich ausgetragen. Die Israel Juniors, ein offenes internationales Turnier für Junioren findet seit dem Jahr 1990 statt.
- Seit 1977 hat Israel eine Frauenfußballnationalmannschaft. Nach dem ersten Länderspiel 1977 gegen die Niederlande bestritt die Mannschaft 20 Jahre lang keine Spiele. Das nächste Spiel fand erst am 2. November 1997 gegen Rumänien statt. Seit 1998 gibt es den Israel Cup für Frauen und seit 1999 auch eine Frauenliga, die Ligat Nashim Rishona.
- Die Nationalmannschaft belegte den zweiten Platz in der Basketball-Europameisterschaft 1979 in Italien.
- Vom 29. bis 30. April 1990 wurde in Tel Aviv der Plume d’Or (französisch Goldene Feder) ausgetragen, ein internationaler Badmintonwettbewerb für Nationalmannschaften. Die gastgebende Mannschaft erreichte den vierten Platz.
- 1991 wurde der Israelische Fußballverband in die UEFA aufgenommen und bestreitet seit der Qualifikation für die WM 1994 die Weltmeisterschaftsqualifikationen in den Europa-Gruppen. Er nimmt auch seit 1994 an der Qualifikation zur Fußballeuropameisterschaft teil, konnte sich aber seitdem noch für kein Turnier qualifizieren.
- Als erste Medaille überhaupt, gewann Oren Smadja die Bronzemedaille bei den Olympischen Sommerspielen 1992 in Barcelona im Judo. Bei der gleichen Olympiade konnte wenig später Yael Arad die erste Silbermedaille für Israel, ebenfalls im Judo erringen.
- In der Saison 1992/93 nahmen erstmals israelische Fußballvereine an der UEFA Champions League und am Europapokal der Pokalsieger teil.
- Israel nahm bei der Olympiade 1994 in Lillehammer das erste Mal an Olympischen Winterspielen teil.
- 1997 wurde die Israel Badminton Association Mitglied im europäischen Dachverband Badminton Europe.

### 21. Jahrhundert

Logo der U-21-Fußball-EM 2013 in Israel

- Die 18. U-16-Fußball-Europameisterschaft der Männer wurde in der Zeit vom 1. Mai bis 14. Mai 2000 in Israel ausgetragen. Es war das erste UEFA-Turnier in Israel. Die israelische U 16 schied in der Vorrunde aus.
- Der Schwimmer Michael Halika konnte bei den Kurzbahnweltmeisterschaften in Athen im Jahr 2000 die erste Medaille bei einer Weltmeisterschaft für den israelischen Schwimmsport erreichen. Er belegte den dritten Platz über 400 Meter Lagen der Männer.
- Am 13. Februar 2002 fand in Kaiserslautern das erste Fußballländerspiel zwischen Israel und Deutschland auf deutschem Boden.[7]
- 2002 konnte sich mit dem Fußballverein Maccabi Haifa erstmals ein israelischer Meister für die Gruppenphase der UEFA Champions League qualifizieren. Die Heimspiele mussten aber im GSP-Stadion in Nikosia, Zypern ausgetragen werden, weil die UEFA internationale Fußballspiele in Israel untersagte. Maccabi Haifa konnte sich als Gruppendritter für den UEFA-Cup qualifizieren, schied dort aber sofort gegen AEK Athen aus.
- Im Oktober 2005 besiegte die Basketballmannschaft von Maccabi Tel Aviv die Toronto Raptors knapp mit 105 : 103. Das Spiel fand in Toronto, Kanada statt. Dies war der erste Auswärtssieg einer europäischen oder israelischen Vereinsmannschaft über ein Team der NBA.
- Am 7. Juli 2008 erreichten die Tennisspieler Jonathan Erlich und sein Partner Andy Ram mit Platz 5 ihre höchste Wertung in der Doppelwertung der Tennis-Weltrangliste. Dies ist die bisher höchste Platzierung im israelischen Tennis.
- Die israelische Mannschaft wurde bei der Schacholympiade des Weltschachbundes FIDE vom 12. bis 25. November 2008 in Dresden Zweiter in der offenen Gruppe.
- Omri Casspi ist im Jahr 2009 der erste israelische Basketballspieler der in der nordamerikanischen Profiliga NBA spielt.
- Im Jahr 2009 erreichte die Israelische Davis-Cup-Mannschaft ihr bis dahin bestes Ergebnis. Im Halbfinale verlor man gegen das spanische Team mit 1:4.
- Am 31. Januar 2011 erreichte die Tennisspielerin Shahar Peer mit Platz 11 der Tennis-Weltrangliste die bisher höchste Platzierung im israelischen Tennis-Einzel.
- Vom 7. bis 11. September 2011 fanden in Eilat die Freiwassereuropameisterschaften statt.
- Boris Gelfand, der Sieger des Kandidatenturniers wurde bei der Schachweltmeisterschaft 2012 vom 10. bis 30. Mai 2012 in Moskau Vizeweltmeister. Er unterlag in einem Zweikampf dem amtierenden Weltmeister Viswanathan Anand. Zuvor war Boris Gelfand Gewinner des Schach-Weltpokal 2009.
- Bei den Schwimmeuropameisterschaften vom 21. bis 27. Mai 2012 in Debrecen, Ungarn wurde Jonatan Kopelev der erste israelische Europameister im Schwimmen. Er gewann die Goldmedaille im Rückenschwimmen auf 50 Meter.
- Vom 5. bis 18. Juni 2013 fand die U-21-Fußball-Europameisterschaft der Männer erstmals in Israel statt. Die israelische U 21 schied als Dritter der Gruppe A in der Vorrunde aus.
- 2015 wurde die Israel Cycling Academy gegründet, ein Radsportteam mit Sitz in Tel Aviv. Das Team wurde im Oktober 2019 in Israel Start-up Nation umbenannt und ist als UCI WorldTeam für die Saisons 2020–2022 gemeldet.
- Die Endrunde der 18. U-19-Fußball-Europameisterschaft der Frauen wurde 2015 in Israel ausgetragen. Es ist das erste Frauenfußballturnier der UEFA in Israel.
- Am 9. April 2015 fand der erste Bibel-Marathon statt. Im 1. Buch Samuel 4,12 steht geschrieben Da lief ein Mann von Benjamin aus dem Heerlager und kam am selben Tage nach Silo und hatte seine Kleider zerrissen und Erde auf sein Haupt gestreut. Er lief die Strecke von Eben Ezer (dem heutigen Rosch haAjin) nach Schilo, um die Nachricht von der Niederlage der Israeliten gegen die Philistern zu überbringen und dem Hohepriester Eli vom Tod seiner Söhne und dem Verlust der Bundeslade zu berichten. Viele Jahrhunderte später, in den 1970er Jahren, maß Yosef Yekutieli die Länge der Strecke und stellte zu seiner Überraschung fest, dass sie der eines modernen Marathonlaufs entspricht – 42 Kilometer. Vor diesem besonderen Hintergrund wird nun der erste bezeugte Marathonlauf der Geschichte wiederbelebt.[8]
- Die Kurzbahneuropameisterschaften 2015 im Schwimmen fanden vom 2. bis 6. Dezember 2015 in Netanja statt.
- Die Europameisterschaften in Judo fanden im April 2018 in Tel Aviv statt. Dabei konnten israelische Sportler 1 Gold- und 3 Bronzemedaillen gewinnen.[9]
- Erstmals startete der Giro d’Italia 2018 im außereuropäischen Ausland. Das Radrennen begann am 4. Mai 2018 mit einem Einzelzeitfahren in Jerusalem und den Etappen Haifa - Tel Aviv und Be'er Sheva - Eilat.
- 2020 startete mit dem Team Israel Start-Up Nation erstmals ein israelisches Radsportteam an der UCI WorldTour.[10]
- Am 25. Mai 2021 erreichte die Danielle Wolfson, eine 43-jährige Rechtsanwältin aus Tel Aviv, als erste Israelin den Gipfel des Mount Everest.[11]

## Olympische Spiele und Special Olympics

Olympische Ringe

Das Olympische Komitee Israels wurde 1933 gegründet und 1952 vom Internationalen Olympischen Komitee aufgenommen.
Israel nahm 1952 bei den Olympischen Sommerspielen in Helsinki das erste Mal an Olympischen Spielen teil.
Bei den Olympischen Sommerspielen in München 1972 traf die israelische Mannschaft ein tragisches Schicksal, als 11 Sportler von Terroristen der PLO ermordet wurden. Der Wunsch, dass an diesen schwärzesten Moment in der olympischen Geschichte während der Eröffnung der nachfolgenden Olympiaden mit einer Schweigeminute gedacht wird, wurde bisher abgelehnt. Es findet nur eine von der israelischen Delegation organisierte Gedenkveranstaltung statt, an denen aber die Präsidenten des IOC nicht teilnehmen.
1978 wurde Israel aus den asiatischen Sportverbänden ausgeschlossen. Die Aufnahme in die meisten europäischen Verbände wurde von den Ostblockstaaten abgelehnt. Die israelische Nationalmannschaft musste in den folgenden Jahren bei der Olympiaqualifikation in der Gruppe für Ozeanien teilnehmen. Erst mit dem Ende des Kalten Krieges wurde Israel in die übrigen europäischen Sportverbände aufgenommen.
Die ersten Medaillen konnten erst 1992 bei den Olympischen Sommerspielen in Barcelona gewonnen werden. Das erste Mal an Winterspielen nahm Israel bei den Olympischen Winterspielen 1994 in Lillehammer teil.
Bei den Olympischen Sommerspielen 2004 in Athen weigerte sich der als Favorit gehandelte iranische Judoka Arash Miresmaeili gegen seinen israelischen Erstrundengegner Ehud Vaks anzutreten und schied somit ohne einen Kampf bestritten zu haben aus dem olympischen Turnier.
Der iranische Schwimmer Mohammad Alirezaei verzichtete bei der Olympischen Sommerspielen 2008 in Peking auf einen Start im Vorlauf über 100 m Brust der Männer, weil in diesem Lauf auch der Israeli Tom Beeri gemeldet war.
Special Olympics Israel wurde 1985 gegründet und nahm mehrmals an Special Olympics Weltspielen teil. Der Verband hat seine Teilnahme an den Special Olympics World Summer Games 2023 in Berlin angekündigt. Die Delegation wird vor den Spielen im Rahmen des Host Town Programs vom Berliner Bezirk Tempelhof-Schöneberg betreut.

## Welt- und Kontinentalmeisterschaften
Medaillen bei Weltmeisterschaften, sowie einige Titel und 2. Plätze bei Europa- oder Asienmeisterschaften sind:

### 1948–1999
| Jahr | Titel                 | Name/Mannschaft                      | Meisterschaft                       | Disziplin                                  |
| ---- | --------------------- | ------------------------------------ | ----------------------------------- | ------------------------------------------ |
| 1956 | Vizeasienmeister      | Nationalmannschaft                   | Fußball-Asienmeisterschaft          | Fußball, Männer                            |
| 1960 | Vizeasienmeister      | Nationalmannschaft                   | Fußball-Asienmeisterschaft          | Fußball, Männer                            |
| 1964 | Asienmeister          | Nationalmannschaft                   | Fußball-Asienmeisterschaft          | Fußball, Männer                            |
| 1967 | Asienmeister          | Hapoel Tel Aviv                      | Pokal der Meister von Asien         | Fußball, Männer                            |
| 1967 | Vizeeuropapokalsieger | Maccabi Tel Aviv                     | FIBA Europapokal der Pokalsieger    | Basketball, Männer                         |
| 1969 | Pokalsieger           | Maccabi Tel Aviv                     | Pokal der Meister von Asien         | Fußball, Männer                            |
| 1969 | Weltmeisterinnen      | Zefania Carmel + Lydia Lazarov       | Segel-WM                            | Segeln, 420er Jolle, Frauen                |
| 1970 | Vizepokalsieger       | Hapoel Tel Aviv                      | Pokal der Meister von Asien         | Fußball, Männer                            |
| 1971 | Pokalsieger           | Maccabi Tel Aviv                     | Pokal der Meister von Asien         | Fußball, Männer                            |
| 1973 | Asienmeisterin        | Orit Abramovich                      | Leichtathletik-Asienmeisterschaften | Leichtathletik, Hochsprung, Frauen         |
| 1975 | Asienmeisterin        | Esther Roth                          | Leichtathletik-Asienmeisterschaften | Leichtathletik, 100 Meter, Frauen          |
| 1975 | Asienmeisterin        | Esther Roth                          | Leichtathletik-Asienmeisterschaften | Leichtathletik, 200 Meter, Frauen          |
| 1975 | Vizeasienmeisterin    | Ruth Tslochenko                      | Leichtathletik-Asienmeisterschaften | Leichtathletik, Fünfkampf, Frauen          |
| 1976 | 1. Platz              | Nationalmannschaft                   | Schacholympiade                     | Schach, Frauen                             |
| 1977 | Europapokalsieger     | Maccabi Tel Aviv                     | FIBA Europapokal                    | Basketball, Männer                         |
| 1979 | Vizeeuropameister     | Nationalmannschaft                   | Basketball-Europameisterschaft      | Basketball, Männer                         |
| 1980 | Vizeeuropapokalsieger | Maccabi Tel Aviv                     | FIBA Europapokal                    | Basketball, Männer                         |
| 1980 | Weltpokalsieger       | Maccabi Tel Aviv                     | Intercontinental Cup                | Basketball, Männer                         |
| 1981 | Europapokalsieger     | Maccabi Tel Aviv                     | FIBA Europapokal                    | Basketball, Männer                         |
| 1982 | Vizeeuropapokalsieger | Maccabi Tel Aviv                     | FIBA Europapokal                    | Basketball, Männer                         |
| 1983 | 3. Platz              | Schimson Brokman + Eitan Friedlander | 470er-Weltmeisterschaft             | Segeln, 470er Jolle, Männer                |
| 1987 | Vizeeuropapokalsieger | Maccabi Tel Aviv                     | FIBA Europapokal                    | Basketball, Männer                         |
| 1988 | Vizeeuropapokalsieger | Maccabi Tel Aviv                     | FIBA Europapokal                    | Basketball, Männer                         |
| 1989 | Vizeeuropapokalsieger | Maccabi Tel Aviv                     | FIBA Europapokal                    | Basketball, Männer                         |
| 1991 | 3. Platz              | Yael Arad                            | Judo-WM                             | Judo, (-61 kg), Frauen                     |
| 1991 | Vizeeuropameister     | Maxim Geller                         | Ringer-EM                           | Ringen, Freistil (-68 kg) Männer           |
| 1992 | Vizeweltmeister       | Amit Inbar                           | Windsurfen WM                       | Segeln, Windsurfen, Männer                 |
| 1993 | Europameisterin       | Yael Arad                            | Judo-EM                             | Judo, (-61 kg), Frauen                     |
| 1993 | Vizeweltmeisterin     | Yael Arad                            | Judo-WM                             | Judo, (-61 kg), Frauen                     |
| 1993 | 3. Platz              | Schay Bachar + Schamchs Erze         | 470er-WM                            | Segeln, 470, Männer                        |
| 1993 | Vizeeuropameister     | Nik Zagranitchni                     | Ringer-EM                           | Ringen, griech.-römisch, (-61 kg), Männer  |
| 1994 | Vizeeuropameister     | Gotcha Ziziaschwili                  | Ringer-EM                           | Ringen, griech.-römisch, (-82 kg), Männer  |
| 1995 | Vizeeuropameister     | Gal Fridman                          | Mistral EM                          | Segeln, Windsurfen, Männer                 |
| 1995 | Vizeweltmeister       | Oren Smadja                          | Judo-WM                             | Judo, (-71 kg), Männer                     |
| 1995 | Vizeweltmeister       | Gotcha Ziziaschwili                  | Ringer-WM                           | Ringen, griech.-römisch, (-82 kg), Männer  |
| 1995 | 3. Platz              | Ran Schental + Nir Schental          | 470er-WM                            | Segeln, 470er Jolle, Männer                |
| 1995 | Weltmeister           | David Ben-Zion                       | Backgammon-WM                       | Backgammon                                 |
| 1996 | Vizeweltmeister       | Gal Fridman                          | Mistral WM                          | Segeln, Windsurfen, Männer                 |
| 1997 | Vizeweltmeister       | Amit Inbar                           | Mistral WM                          | Segeln, Windsurfen, Männer                 |
| 1997 | Vizeeuropameister     | Eithan Urbach                        | Schwimm-EM                          | Schwimmen, 100 m Rücken, Männer            |
| 1997 | Weltmeister           | Johar Abu Lashin                     | IBO WM                              | Boxen, Halbweltergewicht, Männer           |
| 1998 | Weltmeister           | Michael Kolganov                     | Kanurennsport-WM                    | Kajak-Einer, 200 m, Männer                 |
| 1998 | Vizeweltmeister       | Michael Kolganov                     | Kanurennsport-WM                    | Kajak-Einer, 500 m, Männer                 |
| 1998 | Vizeweltmeister       | Amit Inbar                           | Mistral WMt                         | Segeln, Windsurfen, Männer                 |
| 1998 | 3. Platz              | Youri Evseytchik                     | Ringer-WM                           | Ringen, griech.-römisch, (-130 kg), Männer |
| 1999 | 3. Platz              | Alexander Awerbuch                   | Leichtathletik-WM                   | Leichtathletik, Stabhochsprung, Männer     |
| 1999 | Vizeeuropameister     | Michael Halika                       | Schwimm-EM                          | Schwimmen, 400 m Lagen, Männer             |
| 1999 | Vizeeuropapokalsieger | A.S. Ramat-HaScharon                 | Ronchetti Cup                       | Basketball, Frauen                         |
| 1999 | Weltmeister           | Michael Kolganov                     | Kanurennsport-WM                    | Kajak-Einer, 200 m, Männer                 |
| 1999 | 3. Platz              | Michael Beilin                       | Ringer-WM                           | Ringen, griech.-römisch, (-63 kg), Männer  |

### 2000–2009
| Jahr | Titel             | Name/Mannschaft                   | Meisterschaft                      | Disziplin                                  |
| ---- | ----------------- | --------------------------------- | ---------------------------------- | ------------------------------------------ |
| 2000 | Europapokalsieger | Maccabi Tel Aviv                  | FIBA Europapokal der Landesmeister | Basketball, Männer                         |
| 2000 | Europameister     | Alexander Awerbusch               | Leichtathletik-Hallen-EM           | Leichtathletik, Stabhochsprung, Männer     |
| 2000 | Europameisterin   | Ayelet Ohayon                     | Fecht-EM                           | Fechten, Florett-Einzel, Frauen            |
| 2000 | 3. Platz          | Michael Halika                    | Kurzbahn-WM                        | Schwimmen, 400 m Lagen, Männer             |
| 2001 | Europapokalsieger | Maccabi Tel Aviv                  | Suproleague der FIBA               | Basketball                                 |
| 2001 | Europameister     | Ariel Zeevi                       | Judo-EM                            | Judo, bis 100 kg, Männer                   |
| 2001 | Vizeweltmeister   | Ariel Zeevi                       | Judo-WM                            | Judo, Offene Klasse, Männer                |
| 2001 | Vizeeuropameister | Yoav Gath                         | Kurzbahn-EM                        | Schwimmen, 400 m Lagen, Männer             |
| 2001 | Vizeweltmeister   | Alexander Awerbusch               | Leichtathletik-WM                  | Leichtathletik, Stabhochsprung, Männer     |
| 2001 | 3. Platz          | Michael Beilin                    | Ringer-WM                          | Ringen, griech.-römisch, (-63 kg), Männer  |
| 2002 | 3. Platz          | Galit Chait + Sergei Sachnowski   | Eiskunstlauf-WM                    | Eiskunstlauf, Eistanz                      |
| 2002 | 3. Platz          | Vered Borochovski                 | Kurzbahn-WM                        | Schwimmen, 50 m Schmetterling, Frauen      |
| 2002 | Vizeeuropameister | Gal Fridman                       | Mistral EM                         | Segeln, Windsurfen, Männer                 |
| 2002 | Weltmeister       | Gal Fridman                       | Mistral WM                         | Segeln, Windsurfen, Männer                 |
| 2002 | Europameister     | Alexander Awerbusch               | Leichtathletik-EM                  | Leichtathletik, Stabhochsprung, Männer     |
| 2002 | 3. Platz          | Adi Gafni + Larissa Pessakhovitch | Kanurennsport-WM                   | Kajak-Zweier, 1000 m, Frauen               |
| 2002 | Vizeweltmeister   | Alexander Danilov                 | ISSF WM                            | Schießen, Standardpistole 25 Meter, Männer |
| 2003 | Europameister     | Ariel Zeevi                       | Judo-EM                            | Judo, bis 100 kg, Männer                   |
| 2003 | Weltmeister       | Gotcha Ziziaschwili               | Ringer-WM                          | Ringen, griech.-römisch, (-130 kg), Männer |
| 2003 | Weltmeisterin     | Lee Korzits                       | Segel-WM                           | Segeln, Windsurfen, Frauen                 |
| 2003 | 3. Platz          | Gal Fridman                       | Segel-WM                           | Segeln, Windsurfen, Männer                 |
| 2003 | 3. Platz          | Lior Karmi                        | Kanurennsport-WM                   | Kajak-Einer, 1000 m, Frauen                |
| 2004 | Europapokalsieger | Hapoel Jerusalem                  | ULEB Eurocup                       | Basketball, Männer                         |
| 2004 | Europameister     | Maccabi Tel Aviv                  | EuroLeague                         | Basketball, Männer                         |
| 2004 | Vizeeuropameister | Joel Razvozov                     | Judo-EM                            | Judo, bis 73 kg, Männer                    |
| 2004 | Europameister     | Ariel Zeevi                       | Judo-EM                            | Judo, bis 100 kg, Männer                   |
| 2004 | 3. Platz          | Nike Kornecki + Vered Buskila     | 470er-WM                           | Segeln, 470er Jolle, Frauen                |
| 2005 | Europameister     | Maccabi Tel Aviv                  | EuroLeague                         | Basketball, Männer                         |
| 2005 | Vizeeuropameister | Joel Razvozov                     | Judo-EM                            | Judo, bis 73 kg, Männer                    |
| 2005 | Vizeeuropameister | Ariel Zeevi                       | Judo-EM                            | Judo, bis 100 kg, Männer                   |
| 2005 | Europameister     | Nationalmannschaft der Männer     | Judo-EM                            | Judo, Teammeisterschaft, Männer            |
| 2005 | Weltmeister       | Ilan Goldschmidt                  | Taekwondo-WM                       | Taekwondo, bis 62 kg, Männer               |
| 2006 | Vizeeuropameister | Maccabi Tel Aviv                  | EuroLeague                         | Basketball, Männer                         |
| 2006 | Europameister     | Alexander Awerbusch               | Leichtathletik-EM                  | Leichtathletik, Stabhochsprung, Männer     |
| 2006 | 3. Platz          | Gideon Kliger + Udi Gal           | 470er-WM                           | Segeln, 470er Jolle, Männer                |
| 2007 | 3. Platz          | Gideon Kliger + Udi Gal           | Segel-WM                           | Segeln, 470er Jolle, Männer                |
| 2008 | Vizeweltmeister   | Nationalmannschaft                | Schacholympiade                    | Schach, Männer                             |
| 2008 | Vizeeuropameister | Maccabi Tel Aviv                  | EuroLeague                         | Basketball, Männer                         |
| 2008 | 3. Platz          | Gideon Kliger + Udi Gal           | 470er-WM                           | Segeln, 470er Jolle, Männer                |
| 2008 | 3. Platz          | Schahar Tzuberi                   | RS:X WM                            | Segeln, Windsurfen, Männer                 |
| 2009 | 3. Platz          | Alice Schlesinger                 | Judo-WM                            | Judo, (-63 kg), Frauen                     |
| 2009 | Weltmeister       | Boris Gelfand                     | Schachweltpokal                    | Schach                                     |
| 2009 | Vizeweltmeister   | Nimrod Maschiach                  | RS:X WM                            | Segeln, Windsurfen, Männer                 |
| 2009 | Europameister     | Shahar Zubari                     | RS:X EM                            | Segeln, Windsurfen, Männer                 |
| 2009 | 3. Platz          | Alexander Shatilov                | Turn-WM                            | Kunstturnen, Boden, Männer                 |
| 2009 | Weltmeister       | Yuri Foreman                      | WBA WM                             | Boxen, Halbmittelgewicht, Männer           |

### 2010–2019
| Jahr | Titel                | Name/Mannschaft           | Meisterschaft     | Disziplin                                                 |
| ---- | -------------------- | ------------------------- | ----------------- | --------------------------------------------------------- |
| 2010 | 3. Platz             | Mannschaft                | Schacholympiade   | Schach, Männer                                            |
| 2010 | Europameisterin      | Bat-El Gatterer           | Taekwondo-EM      | Taekwondo bis 57 kg, Frauen                               |
| 2010 | 3. Platz             | Nimrod Maschiach          | RS:X - WM         | Segeln, Windsurfen, Männer                                |
| 2010 | Europameister        | Shahar Zubari             | RS:X - EM         | Segeln, Windsurfen, Männer                                |
| 2010 | Vizeeuropameister    | Gideon Kliger + Eran Sela | Segel-EM          | Segeln, 470er Jolle, Männer                               |
| 2011 | Vizeeuropameister    | Maccabi Tel Aviv          | EuroLeague        | Basketball, Männer                                        |
| 2011 | EuropaPokalsieger    | Elitzur Ramla             | EuroCup Women     | Basketball, Frauen                                        |
| 2011 | 3. Platz             | Neta Rivkin               | Turn-WM           | Rhythmische Sportgymnastik, Reifen, Frauen                |
| 2011 | 3. Platz             | Mannschaft                | Turn-WM           | Rhythmische Sportgymnastik, 3 Bänder und 2 Reifen, Frauen |
| 2011 | Vizeeuropameister    | Alexander Shatilov        | Turn-EM           | Kunstturnen, Boden, Männer                                |
| 2011 | 3. Platz             | Alexander Shatilov        | Turn-WM           | Kunstturnen, Boden, Männer                                |
| 2011 | Vizeeuropameisterin  | Neta Rivkin               | EM der RSG        | Rhythmische Sportgymnastik, Keulen, Frauen                |
| 2011 | Vizeeuropameisterin  | Lee Korzits               | Segel-EM          | Segeln, Windsurfen, Frauen                                |
| 2011 | Weltmeisterin        | Lee Korzits               | Segel-WM          | Segeln, Windsurfen, Frauen                                |
| 2011 | 3. Platz             | Nimrod Maschiach          | Segel-WM          | Segeln, Windsurfen, Männer                                |
| 2012 | Vizeeuropameisterin  | Yarden Gerbi              | Judo-EM           | Judo, (-63 kg), Frauen                                    |
| 2012 | Europameister        | Ariel Zeevi               | Judo-EM           | Judo, (-100 kg), Männer                                   |
| 2012 | Vizeweltmeister      | Boris Gelfand             | Schach-WM         | Schach                                                    |
| 2012 | Weltmeisterin        | Lee Korzits               | RS:X-WM           | Segeln, Windsurfen, Frauen                                |
| 2012 | Europameister        | Jonatan Kopelev           | Schwimm-EM        | Schwimmen, 50 m Rücken, Männer                            |
| 2012 | Vizeeuropameister    | Guy Barnea                | Kurzbahn-EM       | Schwimmen, 50 m Rücken, Männer                            |
| 2013 | Weltmeisterin        | Yarden Gerbi              | Judo-WM           | Judo, (-63 kg), Frauen                                    |
| 2013 | Vizeeuropameister    | Gal Nevo                  | Kurzbahn-EM       | Schwimmen, 400 m Lagen, Männer                            |
| 2013 | Europameister        | Alexander Shatilov        | Turn-EM           | Kunstturnen, Boden, Männer                                |
| 2013 | Vizeeuropameisterin  | Maayan Davidovich         | Segel-EM          | Segeln, Windsurfen, Frauen                                |
| 2013 | Weltmeisterin        | Lee Korzits               | Segel-WM          | Segeln, Windsurfen, Frauen                                |
| 2013 | 3. Platz             | Maayan Davidovich         | Segel-WM          | Segeln, Windsurfen, Frauen                                |
| 2013 | Europameister        | Sergey Richter            | Hallenschützen-EM | Luftgewehr, 10 m Distanz, Männer                          |
| 2013 | Vizeeuropameisterin  | Ilana Kratysch            | Ringer-EM         | Ringen, Freistil -67 kg, Frauen                           |
| 2014 | Weltmeisterin        | Sarah Avraham             | WM für Thaiboxen  | Thaiboxen, 57–63 Kilo, Frauen                             |
| 2014 | Vizeeuropameisterin  | Ilana Kratysch            | Ringer-EM         | Ringen, Freistil -69 kg, Frauen                           |
| 2014 | Europameister        | Maccabi Tel Aviv          | EuroLeague        | Basketball, Männer                                        |
| 2014 | Vizeweltmeisterinnen | Mannschaft                | WM der RSG        | Rhythmische Sportgymnastik, Mehrkampf, Frauen             |
| 2015 | Europameister        | Vladislav Bykanov         | Shorttrack-EM     | Eisschnelllauf, 3000 m, Männer                            |
| 2015 | Vizeweltmeisterin    | Hanna Knjasjewa-Minenko   | Leichtathletik-WM | Dreisprung, Frauen                                        |
| 2015 | Vizeeuropameister    | Yakov Toumarkin           | Kurzbahn-EM       | Schwimmen , 200 m Rücken Männer                           |
| 2015 | Vizeeuropameister    | Yakov Toumarkin           | Kurzbahn-EM       | Schwimmen , 100 m Lagen. Männer                           |
| 2015 | 3. Platz             | Golan Pollack             | Judo-WM           | Judo, (-66 kg), Männer                                    |
| 2016 | Vizeeuropameister    | Alexei Bychenko           | Eiskunstlauf-EM   | Einzel, Männer                                            |
| 2016 | Vizeeuropameister    | Yakov Toumarkin           | Schwimm-EM        | Schwimmen , 200 m Rücken. Männer                          |
| 2016 | Vizeeuropameister    | Gal Nevo                  | Schwimm-EM        | Schwimmen , 200 m Lagen. Männer                           |
| 2016 | Vizeeuropameisterin  | Hanna Knjasjewa-Minenko   | Leichtathletik-EM | Dreisprung, Frauen                                        |
| 2016 | Vizeeuropameisterin  | Ilana Kratysch            | Ringer-EM         | Ringen, Freistil -69 kg, Frauen                           |
| 2017 | 3. Platz             | Linoy Ashram              | WM der RSG        | Rhythmische Sportgymnastik, Band, Frauen                  |
| 2017 | 3. Platz             | Linoy Ashram              | WM der RSG        | Rhythmische Sportgymnastik, Mehrkampf, Frauen             |
| 2017 | Vizeweltmeister      | Artem Dolgopyat           | Turn-WM           | Bodenturnen, Männer                                       |
| 2018 | Europameister        | Sagi Muki                 | Judo-EM           | Judo, 73 bis 81 kg, Männer                                |
| 2018 | Europameisterin      | Lonah Chemtai Salpeter    | Leichtathletik-EM | Laufen, 10.000 Meter, Frauen                              |
| 2019 | Weltmeister          | Sagi Muki                 | Judo-WM           | Judo, 73 bis 81 kg, Männer                                |
| 2019 | Vizeweltmeister      | Artem Dolgopyat           | Turn-WM           | Bodenturnen, Männer                                       |
| 2019 | Weltmeisterin        | Julia Sachkov             | WM für Kickboxen  | K1, bis 52 Kilogramm, Frauen                              |

### 2020–2029
| Jahr | Titel           | Name/Mannschaft    | Meisterschaft | Disziplin                          |
| ---- | --------------- | ------------------ | ------------- | ---------------------------------- |
| 2020 | Europameister   | Peter Paltchik     | Judo-EM       | Judo, unter 100 kg, Männer         |
| 2020 | Europameister   | Joav Cohen         | Segel-EM      | Windsurf-Klasse RS:X, Männer       |
| 2020 | Europameisterin | Katy Spychakov     | Segel-EM      | Windsurf-Klasse RS:X, Frauen       |
| 2020 | Europameister   | Artem Dolgopyat    | Turn-EM       | Bodenturnen, Männer                |
| 2021 | Europameisterin | Anastasia Gorbenko | Schwimm-EM    | Lagen, 200 Meter, Frauen           |
| 2021 | Europameisterin | Linoy Ashram       | EM der RSG    | Rhythmische Sportgymnastik, Keulen |
| 2022 | Europameisterin | Timna Nelson-Levy  | Judo-EM       | Judo, unter 57 kg, Frauen          |

## Sportarten

### Basketball
Die bisher größten Erfolge kann Israel im Basketball verzeichnen. Der größte Erfolg der Nationalmannschaft ist der zweite Platz in der Basketball-Europameisterschaft 1979 in Italien.
Die Stärke des israelischen Basketballs liegt jedoch auf der Vereinsebene. So gewann der israelische Rekordmeister Maccabi Tel Aviv zwischen 1977 und 2005 fünfmal den Europa-Cup und 1981 den Europapokal; das Frauen-Team von Elitzur Ramle gewann 2011 den Eurocup der Frauen.
Die Ligat ha’Al ist die höchste Basketball-Liga in Israel. Sie wurde im Jahre 1954 gegründet. Insgesamt nehmen pro Saison elf Basketballvereine an der Landesmeisterschaft teil.

### Eissportarten
Eissportarten in Israel begannen im Jahr 1986, als das erste Eisstadion in Kiryat Motzkin eröffnet wurde. Der Eishockey- und Eiskunstlaufverband wurden 1988 gegründet und 1990 in die Internationale Eishockey-Föderation aufgenommen. Später wurde der Verband in einen Eishockey- und einen Eiskunstlaufverband aufgeteilt. Mit der Masseneinwanderung von Juden aus der ehemaligen Sowjetunion ab 1989 kamen auch viele Sportler, darunter auch in Wintersportarten. Die Israelische Eishockeyliga startete im Jahr 1990.
1992 nahm die israelische Eishockeynationalmannschaft zum ersten Mal an einer Eishockey-Weltmeisterschaft teil. Der bisher größte Erfolg des Teams war der Aufstieg in die WM-Division I im Jahr 2005, aus der es allerdings nach nur einem Turnier wieder absteigen musste.
Seit 2005 gibt es in Israel drei Eishallen, die olympische Anlage mit einer kleineren Trainingshalle, das Kanada-Center in Metula und eine kleine Eisbahn in der Stadt Ma’alot.
Erstmals holte 2016 ein Israeli eine EM-Medaille im Eiskunstlauf. Alexei Bychenko gewann Silber bei der Europameisterschaft in der slowakischen Hauptstadt Bratislava im Einzelwettbewerb der Männer.

### Fußball

Logo des israelischen Fußballverbandes

Die Israel Football Association ist der Fußballverband Israels. Er organisiert neben der Nationalmannschaft auch die nationalen Ligawettbewerbe. Die höchste Spielklasse ist die Ligat ha’Al, die zweithöchste die Liga Leumit, danach die zweigleisige Liga Alef, (Nord und Süd). Die vierthöchste Spielklasse ist die viergleisige Liga Bet (Nord A B und Süd A B), danach folgt die fünfgleisige Liga Gimel.
Der Titel Fußballer des Jahres wird seit 1965 alljährlich von der israelischen Zeitung Maariv zum Ende des Spieljahres vergeben.
Der Israelische Fußballpokal wird im einfachen K.-o.-System ohne Rückspiel abgehalten.
Von 1956 bis 1989 wurde der Israelische Fußball-Supercup zum Beginn einer Saison zwischen dem israelischen Meister und dem israelischen Pokalsieger der abgelaufenen Saison in einem einzigen Spiel aufeinander ausgetragen.
Seit 1982 findet jährlich der Ligapokal von Israel als Vorsaisonturnier statt. Der untergeordneten sportlichen Bewertung steht ein relativ hohes Preisgeld gegenüber.
International sind die Erfolge des israelischen Fußballs jedoch eher bescheiden. 2008 stand das Land einige Zeit auf Platz 15 der Fifa-Weltrangliste, dem höchsten Rang, den es in seiner Geschichte erreicht hat.

### Tennis

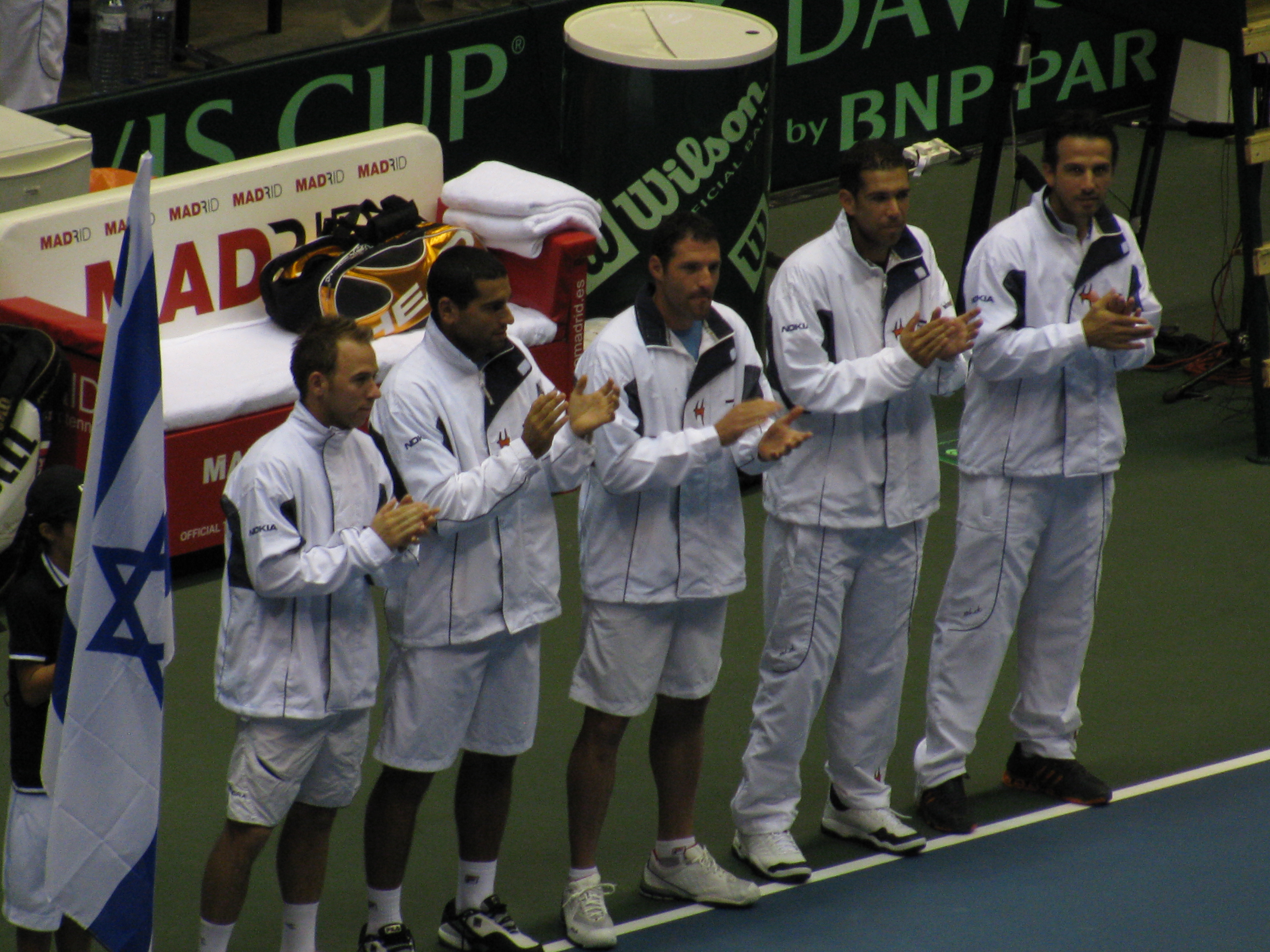
Israels Davis-Cup Team, 2009

Seit 1949 nehmen die Herren am Davis-Cup teil. Das beste Ergebnis erzielte die Mannschaft im Jahr 2009, als man bis ins Halbfinale vorstoßen konnte. Die Frauen nehmen seit 1972 am Fed Cup teil.
Das ATP-Turnier von Tel Aviv (offiziell Tel Aviv Open) war in den Jahren 1979–1996 ein Herrentennisturnier im Rahmen der ATP Tour. Gespielt wurde im Freien auf Hartplätzen, Veranstaltungsort war das Canada Stadium im Israel Tennis Center im Tel Aviver Vorort Ramat haScharon.
| 1991 | Anna Smaschnowa | Mädcheneinzel | French Open     |
| 2004 | Shahar Peer     | Mädcheneinzel | Australian Open |
| 2006 | Andy Ram        | Mixed         | Wimbledon       |
| 2007 | Andy Ram        | Mixed         | French Open     |
| 2008 | Jonathan Erlich | Herrendoppel  | Australian Open |
| 2008 | Andy Ram        | Herrendoppel  | Australian Open |

Weitere erfolgreiche israelische Tennisspieler sind:
Gilad Bloom, Julia Glushko, Harel Levy, Jewgenija Simonowna Linezkaja, Amos Mansdorf, Tzipora Obziler, Dudi Sela, Harel Srugo, Amir Weintraub

## Sportverbände
Die drei bedeutenden Sportorganisationen sind: Makkabi, HaPoel und Betar. Daneben gibt es noch als größere Verbände Elitzur und A.S.A.
Makkabi: Er ist der älteste Sportverband in Israel. Gegründet wurde er bereits 1912, hervorgegangen aus dem schon 1906 gegründeten ersten jüdischen Sportverein in Palästina, „Rishon le-Zion“ Yaffo, der sich die zionistischen Sportverbände in Europa zum Vorbild nahm. Die zionistischen europäischen Sportvereine wiederum waren von der deutschen Turnbewegung und der Idee eines „Muskeljudentums“ von Max Nordau inspiriert. Der Makkabi Sportverband stand dem politischen Zionismus nahe.
Die Makkabi-Bewegung ist nach den jüdischen Freiheitskämpfern, den Makkabäern genannt, die für ein wehrhaftes Judentum standen, das sich nicht von anderen Völkern unterdrücken lässt.
Makkabi war bis zur Gründung von HaPoel die einzige Sportverband in Israel und hat sich so um die Institutionalisierung des Sportes verdient gemacht. So hat er etwa das Israelische Olympia-Komitee begründet. Seit 1932 richtet er außerdem die Makkabiade aus und ist Mitglied in der Maccabi World Union.
HaPoel: HaPoel („Der Arbeiter“) ist heute der größte israelische Sportverband. Er wurde als Teil der allgemeinen Arbeitergewerkschaft in Israel, Histadrut gegründet. Ziel der Vereinigung ist bis heute „die Pflege der Körperkultur und des Sportes unter den Arbeitern“.
Im April 1924 gründete eine Gruppe von Arbeitern in Haifa eine Fußballmannschaft mit dem Namen Hapoel Haifa. Zwei Jahre später, im Mai 1926, wurde der landesweite Verband gegründet. Das Logo des Verbands zeigt einen Sportler in Rot in einem stilisierten Hammer und Sichel.
1927 schloss sich HaPoel dem internationalen Verband der Arbeitersportvereine, dem Confédération Sportive Internationale du Travail an. Sportvereine, die sich als sozialistisch definierten, schlossen sich eher HaPoel an als Makkabi, der als „bürgerlich“ galt.
In den 1930er Jahren konnte der Verband ein bedeutendes Wachstum verzeichnen, mehrere Dutzend Vereine schlossen sich ihm an, und er vertrat bald über 10.000 Mitglieder.
Neun der elf Ermordeten des Olympia-Massakers von München 1972 waren Mitglieder von HaPoel.
Betar: Der Sportverband Betar (die Abkürzung steht für Brit HaNoar HaIvri al shem Joseph Trumpeldor, Hebräischer Jugendbund Joseph Trumpeldor) wurde 1924 gegründet. Er ist ein Unterverband der innerhalb der revisionistische Betar-Bewegung.
Der bekannteste, ihr angehörende Club ist der Fußballverein Beitar Jerusalem.
Elitzur: Die religiös-zionistischen Sportvereine schlossen sich im 1939 gegründeten Dachverband Elitzur zusammen. Das Basketballteam von Elitzur Ramle gewann 2011 den Eurocup der Frauen.
Vereine von Elitzur haben in der Regel keine Abteilung für Fußball, da Fußball in erster Linie am Sabbat, dem jüdischen Ruhetag gespielt wird.
A.S.A: Der Sportverband A.S.A.(Akademische Sport Assoziation) wurde 1953 gegründet. In ihm sind vor allem Sportvereine von Universitäten und Hochschulen aktiv. Der Verband beteiligt sich auch an internationale Wettkämpfe mit anderen Hochschulen, z. B. an der Universiade.

## Sportvereine
Bekanntere israelische Sportvereine sind:
Hapoel Akko, Aschdod: Maccabi Aschdod, MS Aschdod, Hapoel Aschkelon, HC Bat Yam, Hapoel Be’er Scheva, Hapoel Gilboa Galil, Haifa: Hapoel Haifa, Maccabi Haifa, Haifa Hawks, Herzlia: Bnei Herzlia, Maccabi Herzlia, Holon: Hapoel Holon, HC Holon, HC Maccabi Amos Lod, Maccabi Jaffa, Jerusalem: Beitar Jerusalem, Hapoel Jerusalem, Hapoel Katamon Jerusalem, Hapoel Ironi Kirjat Schmona, Hapoel Kfar Saba, HC Ma’alot, Metulla: HC Metulla, Maccabi Metulla, Ironi Naharija, Maccabi Ahi Nazareth, Hapoel Nazareth Illit, Maccabi Netanja, Petach Tikwa: Hapoel Petach Tikwa, Maccabi Petach Tikwa, Hapoel Ra’anana, Hapoel Ramat Gan, Hapoel Ironi HaScharon, Rischon LeZion: Hapoel Ironi Rischon LeZion, Maccabi Rischon LeZion, FC Bnei Sachnin, Hapoel Taibe, Tel Aviv: Bne Jehuda Tel Aviv, Hapoel Tel Aviv, Maccabi Tel Aviv, ASA Tel-Aviv FC, Shimshon Tel Aviv

## Makkabiade
Die Makkabiade ist die größte internationale jüdische Sportveranstaltung und ist ähnlich wie die Olympischen Spiele konzipiert. Sie entstand während der Zionismusbewegung der 1930er-Jahre aus der jüdischen Makkabi-Sportbewegung.
Die Organisation liegt beim Makkabi-Weltverband. Die erste Makkabiade wurde 1932 in Tel Aviv ausgetragen. Seit 1953 findet sie regelmäßig alle vier Jahre in Israel statt, das nächste Mal 2021.

## Europaspiele

Logo der Europäischen Olympischen Komitees

Aufgrund des Ausschlusses aus den asiatischen und die Aufnahme in die europäischen Sportverbänden nimmt Israel auch an den seit 2015 ausgetragenen Europaspielen teil.
Medaillenspiegel:
| Jahr | Platz | Gold | Silber | Bronze | Disziplinen                                                                   | Teilnehmer |
| ---- | ----- | ---- | ------ | ------ | ----------------------------------------------------------------------------- | ---------- |
| 2015 | 22    | 2    | 4      | 6      | Judo, Leichtathletik, Rhythmische Sportgymnastik, Ringen, Schwimmen, Schießen | 141        |
| 2019 | 19    | 3    | 3      | 1      | Badminton, Judo, Rhythmische Sportgymnastik, Schießen                         | 32         |
| 2023 |       |      |        |        |                                                                               |            |

## Asienspiele

Logo der Asienspiele

Israel nahm von 1954 bis 1974 an den Asienspielen teil. Für die Asienspiele 1962 in Jakarta erhielten israelische Sportler kein Visum.
Seit 1978 ist Israel von den Asienspielen ausgeschlossen.
Medaillenspiegel:
| Jahr | Platz | Gold | Silber | Bronze |
| ---- | ----- | ---- | ------ | ------ |
| 1954 | 7     | 2    | 1      | 1      |
| 1958 | 16    | 0    | 0      | 2      |
| 1966 | 9     | 3    | 5      | 3      |
| 1970 | 6     | 6    | 6      | 5      |
| 1974 | 6     | 7    | 4      | 8      |

## World Games
Bei den seit 1981 ausgetragenen World Games, dem internationalen Wettkampf für Sportarten, die nicht zum Wettkampfprogramm der Olympischen Spiele gehören, konnte Israel folgende Medaillen erringen:
| Jahr | Platz | Gold | Silber | Bronze |
| ---- | ----- | ---- | ------ | ------ |
| 2009 | 56    | -    | -      | 1      |
| 2013 | 53    | -    | -      | 1      |
| 2017 | 48    | -    | 1      | 5      |

## Boykotte
Es gibt immer wieder Boykotte und andere Unsportlichkeiten gegenüber israelischen Sportlern und Sportveranstaltungen in Israel. Die sind politisch, religiös oder ethnisch motiviert.
1978 wurde Israel aus den asiatischen Sportverbänden ausgeschlossen. Die Aufnahme in die meisten europäischen Verbände wurde von den Ostblockstaaten abgelehnt. Die israelische Nationalmannschaft musste in den folgenden Jahren bei der WM- und Olympiaqualifikation in der Gruppe für Ozeanien teilnehmen, konnte aber nicht an den dortigen kontinentalen Meisterschaften teilnehmen. Erst mit dem Ende des Kalten Krieges wurde Israel in die übrigen europäischen Sportverbände aufgenommen.
- 2004 weigerte sich der als Favorit gehandelte iranische Judoka Arash Miresmaeili bei den Olympischen Spielen in Athen gegen seinen israelischen Erstrundengegner Ehud Vaks anzutreten und schied somit ohne einen Kampf bestritten zu haben aus dem olympischen Turnier.[31]
- 2007 verweigerte Ashkan Dejagah seine Teilnahme an einem Länderspiel der deutschen U-21-Nationalmannschaft in Israel.
- Bei den Olympischen Spielen in Peking verzichte der iranische Schwimmer Mohammad Alirezaei auf einen Start im Vorlauf über 100 m Brust der Männer, weil in diesem Lauf auch der Israeli Tom Beeri gemeldet war.[32]
- 2009 wurde der Tennisspielerin Schahar Pe'er die Einreise zu einem Tennisturnier in Dubai verweigert.[33]
- 2011 wurde der iranische Schach-Großmeister Ehsan Ghaem Maghami von einem internationalen Schachturnier in Frankreich ausgeschlossen. Er hatte sich geweigert, gegen seinen israelischen Kontrahenten Ehud Shachar anzutreten.[34]
- Im Juni 2013, beim internationalen Golden Grand Prix Turnier der Ringer in Sassari auf Sardinien verweigerte die ägyptische Ringerin Enas Mostafa ihrer israelischen Halbfinalgegnerin Ilana Kratysch den obligatorischen Handschlag. Während des Kampfes brach sie Kratysch zwei Finger und biss ihr in den Rücken, bis sie blutete.[35][36]
- Nachdem der tunesische Tennisspieler Malek Jaziri beim Challenger-Turnier in Taschkent 2013 zu seiner Viertelfinal-Partie gegen den Israeli Amir Weintraub nicht angetreten war, wurde aufgrund des unsportlichen Verhaltens Tunesien von der ITF vom Davis Cup 2014 ausgeschlossen. Jaziri hatte auf Anweisung des tunesischen Tennisverbands das Spiel gegen Weintraub unter dem Vorwand einer Verletzung abgegeben.[37]
- Das iranische Duo Bahman Salemiinjehboroun und Rahman Raoufi verweigert am Beachvolleyball-Grand-Slam-Turnier in Japan ein Duell mit ihren israelischen Kontrahenten Sean Faiga und Ariel Hilman. Offiziell wird die Verweigerung aber nicht als Boykott ausgegeben. Die Iraner werden in der Ergebnisliste des Turniers für das Spiel gegen die Israeli lediglich als verletzt aufgeführt.[38]
- Am 8. August 2017 hat sich ein 16-jähriger Muslim aus Sumei in Westgaliläa geweigert, beim Viertelfinale der Jugend-Weltmeisterschaften im Thaiboxen in Thailand gegen den Israeli Amit Mdah anzutreten.[39]
- Bei dem Judo-Grand-Slam in Abu Dhabi hat der Israeli Tal Flicker in der Klasse bis 66 Kilogramm am 27. Oktober 2017 die Goldmedaille gewonnen. Aus politischen Gründen wurde bei der Siegerehrung nicht die israelische Flagge, sondern die des International Judo Federation (IJF) gehisst und nicht die israelische Nationalhymne haTikwa gespielt, sondern die Hymne des IJF. Kritik an dieser Diskriminierung vonseiten des IJF blieb aus.[40][41]
- Der iranischen Ringer Aliresa Karimi hat im November 2017 bei der U-23-Weltmeisterschaft absichtlich gegen einen Russen verloren, um in der nächsten Runde nicht gegen einen Israeli antreten zu müssen. Dazu wurde er von seinem Trainer während des Wettkampfes aufgefordert. Dafür wurde Karimi im Februar 2018 für ein halbes Jahr gesperrt.[42]
- Von der FIDE-Weltmeisterschaft im Blitz- und Schnellschach, die am 29. und 30. Dezember 2017 in Riad stattfand waren israelische Spieler von der Teilnahme ausgeschlossen, weil sie keine Visa zur Einreise von Saudi-Arabien erhalten haben. Der Weltverband FIDE konnte sich nicht zu einer Verlegung oder Absage durchringen, obwohl nach seinen Regeln kein Land Spieler aufgrund ihrer Nationalität ausschließen darf.[43]
- Der Internationale Judo-Verband IJF hat am 23. Juli 2018 wegen anti-israelischer Diskriminierung zwei seiner Turniere abgesagt. Es handelt sich um den Grand Slam in Abu Dhabi und den Grand Prix in Tunis.[44]
- Im Februar 2019 hat der iranische Weltmeister Saeid Mollaei sein Halbfinale beim Grand Slam in Paris wegen einer vermeintlichen Verletzung abgesagt, weil er im Finale auf den Israeli Sagi Muki getroffen wäre. Mollaei gesundete überraschend für seinen Sieg im Kampf um die Bronzemedaille. Er war aber wieder außer Gefecht, als es darum ging, mit dem Israeli gemeinsam auf dem Podium zu stehen.[45]
- Die International Judo Federation verhängte am 18. September 2019 gegen den Iran eine Schutzsperre, weil das Land immer wieder Sportler bei Turnieren ausscheiden lässt, um israelische Gegner zu vermeiden. Ausschlaggebend waren Vorfällen bei den Weltmeisterschaften 2019 in Tokio. Durch die Schutzsperre ist der Iran vorläufig von allen Wettkämpfen sowie administrativen und sozialen Aktivitäten des Internationalen Verbandes ausgeschlossen.[46]

## Wingate-Institut
Das Wingate Institute ist Israels nationales Zentrum für Leibeserziehung und Sport. Es wurde 1957 eingeweiht und ist zu Ehren des britischen Generalmajors Orde Wingate „Der Freund Israels“ benannt und befindet sich in Netanja.
Das Institut erforscht die pädagogischen, beruflichen und wissenschaftlichen Ressourcen des Sportes und ist für die Entwicklung des Sportunterrichts, des Breiten- und Spitzensports und des Sports als Mittel zur sozialen und physischen Rehabilitation zuständig.
Das Institut dient als Ausbildungszentrum für Lehrer und Trainer, ist Stützpunkt für die israelischen Nationalteams, der Olympiateams, ist Gastgeber von internationalen sportwissenschaftlichen Konferenzen und koordiniert die Aktivitäten verschiedener Sportverbände und -organisationen. Es untersteht dem israelischen Sport- und Kulturministerium.
Als Anerkennung für außergewöhnliche Leistungen auf dem Gebiet der Bildung, Sport, Medizin und Forschung hat der damalige israelische Staatspräsident Chaim Herzog 1989 dem Wingate-Institut den Israel-Preis verliehen.

## Ruhmeshalle
Die International Jewish Sports Hall of Fame wurde am 7. Juli 1981 in Netanja, Israel gegründet. Die ersten Ehrungen wurden aber bereits 1979 ausgesprochen. Geehrt werden in der Ruhmeshalle Sportler und Sportlerinnen, sowie Sportfunktionären und -journalisten jüdischen Glaubens. Die Ehrung wird unabhängig von der Nationalität der Person vorgenommen.